# Sithembele Anton Sipuka

Bischofswappen von Sithembele Anton Sipuka

Sithembele Anton Sipuka (* 27. April 1960 in Idutywa) ist ein südafrikanischer Geistlicher und römisch-katholischer Bischof von Umtata.

## Leben
Sithembele Anton Sipuka empfing am 17. Dezember 1988 das Sakrament der Priesterweihe für das Bistum Queenstown.
Am 8. Februar 2008 ernannte ihn Papst Benedikt XVI. zum Bischof von Umtata. Der emeritierte Bischof von Umtata, Oswald Hirmer, spendete ihm am 3. Mai desselben Jahres die Bischofsweihe; Mitkonsekratoren waren der Bischof von Queenstown, Herbert Nikolaus Lenhof SAC, und der Bischof von Witbank, Paul Mandla Khumalo CMM.
Papst Leo XIV. ernannte ihn am 3. Juli 2025 zum Mitglied des Dikasteriums für den Interreligiösen Dialog.